# Carles Miralles i Solà
Carles Miralles i Solà (en espagnol : Carlos Miralles Solá), né le 25 mai 1944 à Barcelone (Catalogne) et mort le 29 janvier 2015, est un helléniste, écrivain, poète et critique littéraire catalan.

## Biographie
Après des études de philologie classique, Carles Miralles se lie professionnellement avec l'Université de Barcelone, où il devient professeur de philologie grecque puis vice-recteur de l'université de 1981 à 1988.

## Publications
Poésie
- La terra humida, 1965
- On m'he fet home, 1967
- Camí dels arbres i de tu. Per fi la tortuga, 1981
- La mà de l'arquer, 1991
- La ciutat dels plàtans, 1995
- D'aspra dolcesa (Poesia 1963-2001), 2002
- No me n'he anat, 2008

Études littéraires
- (en) Carles Miralles et Jaume Pòrtulas, Archilochus and the iambic poetry, Rome, Ed. dell' Ateneo, coll. « Filologia e critica », 1983, 157 p. (BNF b34815516g)
- (ca) Carles Miralles, Eulàlia : estudis i notes de literatura catalana, Barcelone, Ed. del Mall, 1986, 298 p. (ISBN 84-7456-294-5, BNF 34931117)

## Distinctions
- 1965 : Prix Amadeu Oller pour La terra humida
- 1967 : Prix Salvat Papasseit de poésie
- 1980 : Prix Josep Carner de l'Institut d'Estudis Catalans pour Lectura de les Elegies de Bierville de Carles Riba
- 1992 : Prix national de poésie pour La mà de l'arquer
- 1994 : Prix de la critique Serra d'Or pour Sobre Foix
- 2010 : Prix de la Critique catalane pour  L'ombra dels dies roja